# Lough Derg
Il Lough Derg (gaelico irlandese: Loch Deirgeirt) è il terzo lago per grandezza dell'isola d'Irlanda e il secondo della Repubblica d'Irlanda. È situato nella provincia del Munster, sul confine fra Clare, Tipperary e Galway. È l'ultimo dei tre grandi laghi formati dallo Shannon, dopo il Lough Ree e il Lough Allen situati più a nord, prima di arrivare a Limerick e gettarsi nell'Oceano Atlantico.
La massima profondità del lago è di 36 m e l'area che ricopre è di circa 118 km².

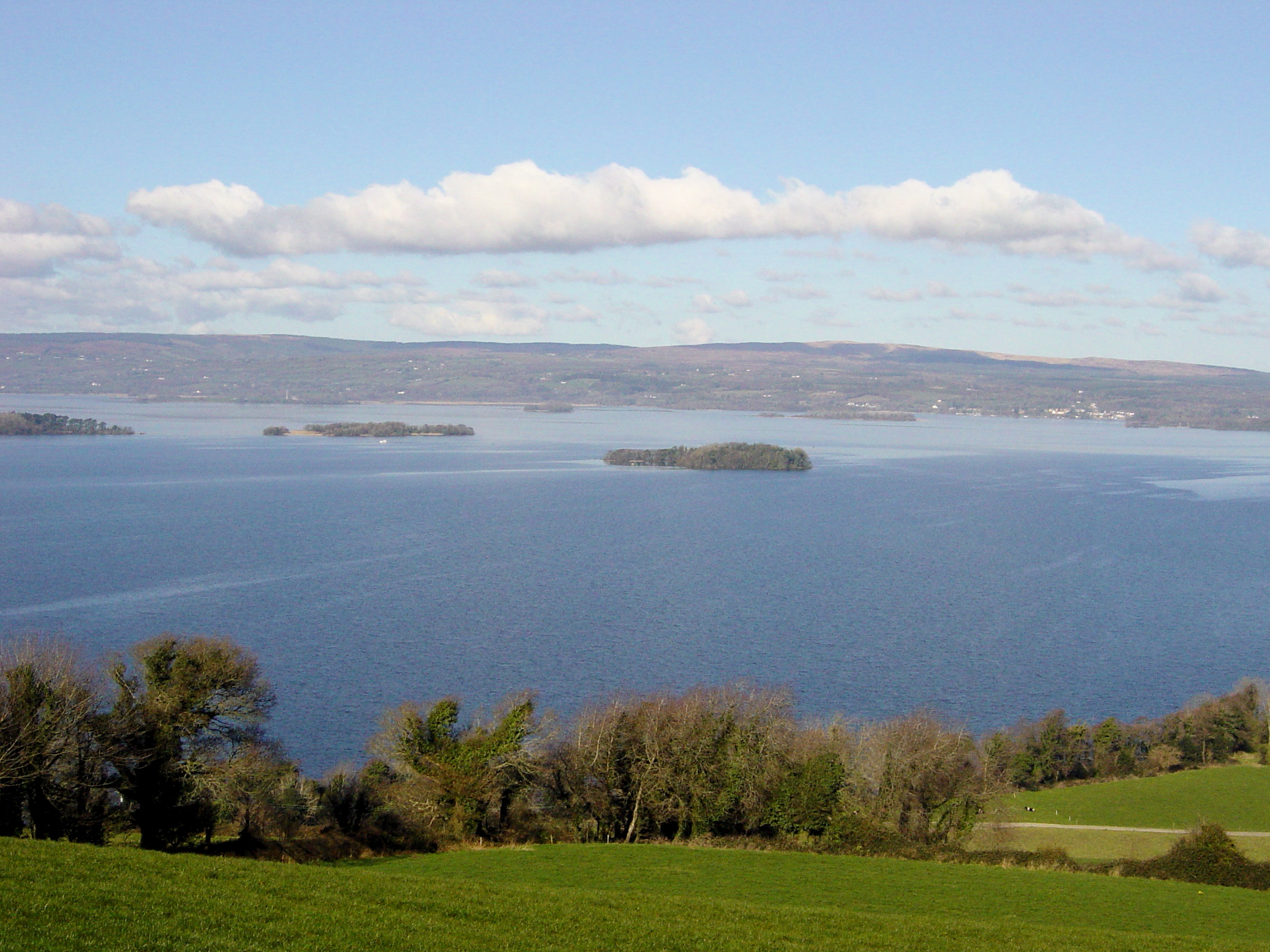
Parte meridionale del Lough Derg con di fronte le sponde del Clare viste dal Tipperary
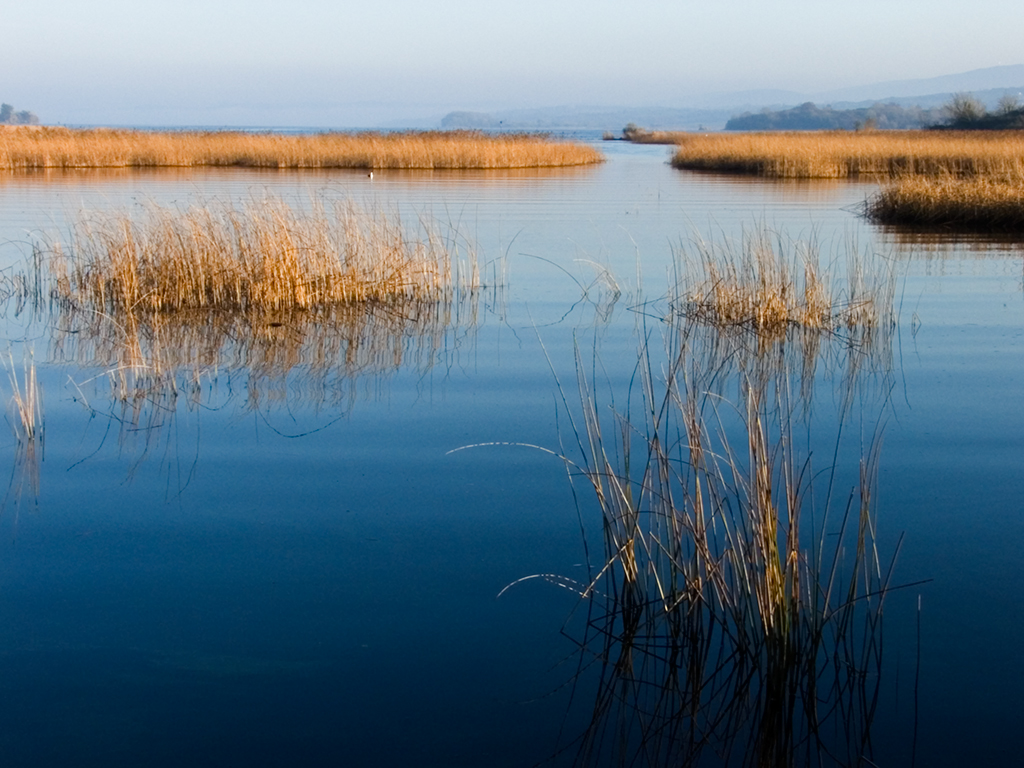
Il lago a novembre nel territorio del Clare

I centri sul lago sono Garrykennedy, Portumna, Killaloe & Ballina, Dromineer e Terryglass. Poco distante da Killaloe è situato anche il centro delle attività distaccato della University of Limerick.
Il Lough Derg è apprezzato per la pesca e la facile navigazione con piccole imbarcazioni, oltre che per il windsurf e il canottaggio.
Non va confuso col molto più piccolo, ma sempre comunque molto conosciuto Lough Derg del Donegal.